# Ян Айхуа
Ян Айхуа (0 грудня 1977) — китайська плавчиня.
Чемпіонка світу з водних видів спорту 1994 року.